# Martin Hellinger
Martin Karl Hellinger (Pirna, 17 luglio 1904 – Amburgo, 13 agosto 1988) è stato un militare e dentista tedesco.
Nel 1943 fu assegnato nel campo di concentramento di Ravensbrück, con il compito di rimuovere i denti d'oro da chi era deceduto nel campo.
Nel 1946 fu condannato a 15 anni di detenzione. Fu rilasciato nel 1955 con l'autorizzazione a esercitare di nuovo la pratica di dentista.